# Тревор Зара
Тревор Зара (нар. 16 грудня 1947 року, Зейтун, Мальта) — мальтійський письменник, поет, художник-ілюстратор, драматург, перекладач, громадський діяч. Член Академії мальтійської мови.

## Життєпис
Народився 16 грудня 1947 року в місті Зейтун на Мальті. Третя дитина з чотирьох братів та сестер у традиційній мальтійській родині.
Навчався в ліцеї та Вищій технічній школі міста Паола. Від раннього віку Тревора приваблювало заняття різними видами мистецтва. Його перші вірші опубліковано в дитячих журналах та газетах. У підлітковому та юнацькому віці активно виступав на сцені, грав різні ролі, писав сценарії, був учасником музичного попгурту, редагував і ілюстрував невеликий журнал, який він випускав.[джерело?]
1966 року вступив до педагогічного коледжу, після закінчення якого почав викладати мальтійську мову та образотворче мистецтво в середній школі. Професії вчителя він присвятив 33 роки життя до виходу на пенсію. Деякий час поєднував викладання з роботою сценаристом на місцевому телебаченні, створював програми для дітей.[джерело?]
Був одружений зі Стеллою (уродженою Аджус) від 1971 року до її смерті в 1989 році. У шлюбі народилося двоє дітей — Рубен та Марія.

### Творча та громадська діяльність
1971 року опублікував свою першу книгу пригод для дітей «Золота фігура» («Il-Pulena tad-Deheb»), яка стала на Мальті бестселером, що послужило письменнику стимулом для подальшої творчості в напрямку дитячої книги.
Щодо літератури для дорослих, то 1972 року видано першу збірку віршів «Едем» («Eden»); 1973 року — перший роман — «Директор школи» («Is-Surmast»), який за двадцять років Зара адаптував для сцени. Вистава за романом ішла в театрі Маноель протягом декількох сезонів.
Відтоді він написав та видав понад 130 творів: оповідань, віршів, повістей та романів, які сам ілюстрував. Твори жанрів фентезі, пригоди, історичний роман та ін. Усі твори пише мальтійською мовою.
Також він автор перших навчальних посібників з мальтійської мови, виданих на Мальті:
- Серія з п'яти книг «Пишу мальтійською мовою» («Nikteb bil-Malti»), в якій кожна наступна книга ґрунтується на попередній.
- Книга мальтійських прислів'їв і приказок «Мудрість старих» («Kliem ix-Xiħ»), призначена дляо знайомлення дітей із народною мудрістю в захопливій формі. Включає більше 230 висловів, кросворди, ігри та розмальовки.
- «Мальтійська» («Il-Malti») — серія підручників із шести томів для вивчення мальтійської мови від дошкільного віку та до п'ятого року навчання в школі. Книги серії містять різні дидактичні ігри.
- «Збірка слів і картинок» («Stampakelma») пропонує найменшим читачам набір зображень та слів, згрупованих за темами: наше тіло, сім'я, одяг, предмети в різних кімнатах будинку; малюнки та назви птахів, тварин, риб, квітів, овочів, спецій, дерев, фруктів; алегоричні зображення мальтійських традицій тощо.

Тревор Зара переклав мальтійською мовою низку книг для дітей та юнацтва. Серед них: «Пригоди Піноккіо» Карло Коллоді, «Червона шапочка» і «Спляча красуня» Шарля Перро, «Острів скарбів» Роберта Луїса Стівенсона, «Три мушкетери» Александра Дюма, «Аліса у Дивокраї» Льюїса Керрол.
Драматургічні твори Тревора Зари включають близько 20 п'єс та мюзиклів для дітей та дорослої аудиторії.
Творчу діяльність поєднує з громадськими справами. У 2004—2005 роках та у 2013—2017 роках входив до Ради Академії мальтійської мови, відповідав за зв'язки з громадськістю.

### Оцінка творчої діяльності
Різноманітність напрямів творчих зусиль Тревора Зори і чимало його творів різних жанрів відзначено мальтійською громадськістю. Так, 2016 року в журналі «ENCORE» («Біс!») про нього сказано таке:
Мальтійська література має ім'я, яке є синонімом мальтійської книги, і буквально всі знають про нього, і в кожному будинку є хоч одна з його книг: це ім'я — Тревор Зара.

#### Дитяча література
Серед книг поезій та прози для дітей та підлітків, включно з книгами з малюнками для найменших, відзначено нагородами, зокрема, такі:
| Назва книги (мальтійська / українська)                                                                               | Нагорода національної літературної премії                        | Рік  |
| --- | ---------------------------------------------------------------- | ---- |
| Ħolm tal-Milied Різдвяні сни (оповідання)                                                                            | Бронзова медаль літературної премії                              | 1989 |
| Is-Seba’ Tronġiet Mewwija Сім соковитих грейпфрутів (фантастика)                                                     | Золота медаль літературної премії                                | 1995 |
| Taħt Sema Kwiekeb Під зоряним небом (народні казки)                                                                  | Премія за найкращу національну книгу                             | 1998 |
| X'Tixtiequ Jagħmel il-Fenek? Що ти хочеш, щоб зробив кролик? (книга-гра)                                             | Перша премія в номінації «За книгу дитячої художньої літератури» | 2002 |
| Din l-Art u Kull ma Fiha Земля, и всё на ней (книга з малюнками для найменших)                                       | Премія в номінації «Найкращий ілюстратор книги»                  | 2002 |
| Sfidi Виклики (роман для підлітків)                                                                                  | Переможець у номінації «Книга для підлітків»                     | 2005 |
| Kieku Kieku Якщо «якщо» (книга з малюнками для найменших)                                                            | Друга премія                                                     | 2005 |
| Sħab Хмари (роман для підлітків)                                                                                     | Перша премія в номінації «Художня література для підлітків»      | 2006 |
| Paroli Слова (вірші для дітей)                                                                                       | Перша премія в номінації «Дитяча поезія»                         | 2010 |
| Ħadd ma Jista' Jidħak jew jiekol pastizzi tal-piżelli Ніхто не може сміятися або їсти горохові пироги (гумор)        | Перша премія                                                     | 2010 |
| Ħadd Ma Jista’ Jkanta jew idoqq strumenti tal-banda Ніхто не може співати або грати на музичних інструментах (гумор) | Перша премія                                                     | 2011 |
| Tqasqis Вирізанки (вірші для дітей)                                                                                  | Нагорода в номінації «За найкраще ілюстрування книги»            | 2014 |

#### Твори для дорослих
Нагородами відзначено твори письменника, призначені для дорослої аудиторії:
| Назва книги (мальтійська / українська)                                         | Нагорода національної літературної премії                  | Рік  |
| ------------------------------------------------------------------------------ | ---------------------------------------------------------- | ---- |
| Taħt il-Weraq tal-Palm Під листям пальми (роман)                               | Перша премія конкурсу Клубу книги Мальти                   | 1975 |
| Lubien Ладан (новели)                                                          | Срібна медаль літературної премії                          | 1997 |
| Provenz Дощова погода (новели)                                                 | Перша премія в номінації художньої літератури для дорослих | 2001 |
| Sepja Сепія (новели)                                                           | Друга премія в номінації художньої літератури для дорослих | 2007 |
| Il-Ħajja Sigrieta tan-Nanna Ġenoveffa Таємне життя бабусі Женовеффи (роман)    | Друга премія                                               | 2008 |
| Il-Ġenn li Jżommni f'Sikti Безумство, яке тримає мене здоровим (автобіографія) | Друга премія                                               | 2008 |
| Penumbra Півтінь (новели)                                                      | Перша премія                                               | 2010 |
| Vespri Вечірня (новели)                                                        | Лауреат Національної книжкової премії                      | 2016 |
| 365 365 (оповідання та анекдоти, по одному на кажен день року)                 | Лауреат Національної книжкової премії                      | 2019 |

У виступі на одному із заходів, присвячених врученню національної літературної премії, вчений, літератор, громадський діяч Мальти д-р Олівер Фріггієрі так схарактеризував творчість Тревора Зари:
Тревор Зара завжди на висоті: з письмом, яке є стилістично сильним, потужним та вдумливим з погляду оповідної техніки; впевненим і сміливим з погляду концепції.

### Закордонні видання, виставки, обмін досвідом
Книга Тревора Зори для дорослих, відзначена національною літературною премією, — «Таємне життя бабусі Женовеффи» («Il-Ħajja Sigrieta tan-Nanna Ġenoveffa»), здобула популярність не лише на Мальті, а й в інших країнах. Її видано англійською, в перекладі Рози Марі Каруана (Rose Marie Caruana); французькою, в перекладі Ролана Віара (Roland Viard); норвезькою, в перекладі Крістіни Квінтано; російською, в перекладі Я. В. Псайли (2016). Також у перекладі Я. В. Псайли 2018 року видано російською мовою книгу «Виклики» («Sfidi»).
Ще один із аспектів творчості Тревора Зори — художнє оформлення своїх видань — привертає увагу спільноти вчителів та дитячих письменників за межами Мальти. Він представляв низку своїх ілюстрацій на міжнародних виставках, ділився досвідом із колегами з медіа та випуску підручників у Фінляндії та Австрії, у Німеччині вів семінари з творчого письма для дітей.[джерело?]

### Нагороди
- Медаль «За заслуги перед республікою» на знак визнання внеску в розвиток дитячої літератури Республіки Мальта (2004).[16]
- Золота медаль Мальтійського товариства мистецтв на знак визнання його внеску в літературу Мальти (2013).[17]
- Золота медаль Академії мальтійської мови[fr] (2018).[18]
- Премія Національної ради книги Мальти[mt] за видатний довічний внесок у літературу (2020).[19]